# میر سید محمد آغا
كان الأمير سيد محمود أغا (توفي عام 1882) فقيهًا وأميرًا مغوليًا ورجل دولة أفغانيًا وأوليغارشًا أنجلو-هنديًا، وهو من نسل النبى محمد في نسل حضرة إيشان الأول وكان قد خدم كالتاسع حضرة إيشان من الطريقة النقشبندية الصوفية.

## أسلاف
الأمير، من جهة والدته، هو سليل من الجيل الثامن من حضرة إيشان، وفي سلالته يرتبط بأسلافه عبد القادر الجيلاني وحسن العسكري. من خلال والدته، مُنحت له الملكية الإمبراطورية المغولية، حيث كانت والدته أيضًا من سلالة الإمبراطور المغولي أورنجزيب.
كان والده أميرًا قبليًا رئيسيًا (أمير كبير) لأسياد أفغانستان باعتباره سليلًا مؤثرًا للإمام الحسين بن علي.

## سيرة شخصية

### «راستاخيز»
قام مع شقيقه السيد مير جان شاه صاحب بإحياء الثقافة النقشبندية لحضرة إيشان، بعد أن كادت أن تُنسى، بسبب الاستشهاد المأساوي لجده الأكبر حضرة إشان الخامس، الأمير المغولي سيد كمال الدين. يتم التعرف على هذه المرحلة من إحياء الثقافة النقشبندية من خلال المصطلح الفارسي «راستاخيز»، والذي يعني «ولادة جديدة» أو «إحياء».

### إسهام
وتذكر المصادر مناسبات ساعد فيها أتباعه في الأمور الروحية والاجتماعية والمالية. كان الأمير معروفًا باسم أوليغارشًا القوي مع بنية استخباراتية حية. لقد استخدم هيكل استخباراته على وجه الخصوص لإنقاذ الضحايا. وكانت إحدى المناسبات الشعبية إنقاذ أبناء أتباعه من الخاطفين المجرمين الذين أساءوا إليهم بسبب عمالة الأطفال.

### زراعة ثقافة حضرة إيشان
حظي السيد محمود آغا باحترام كبير ورحب به أتباعه عندما زار جماعتهم في أمريتسار ولاهور وكشمير وكذلك القسطنطينية. حاضر ودرّس الشريعة الإسلامية والروحانية. بشر هو وأخوه بإرث سلفهم حضرة إيشان. كممثل لعائلة حضرة ايشان، قام أيضًا بتنمية ثقافة سلفه حضرة ايشان وكتب قصائد معروفة على نطاق واسع بين أتباع حضرة ايشان حتى يومنا هذا. ومن أعماله الأدبية الخاصة تعديل الترنيمة الموروثة من حضرة إيشان.

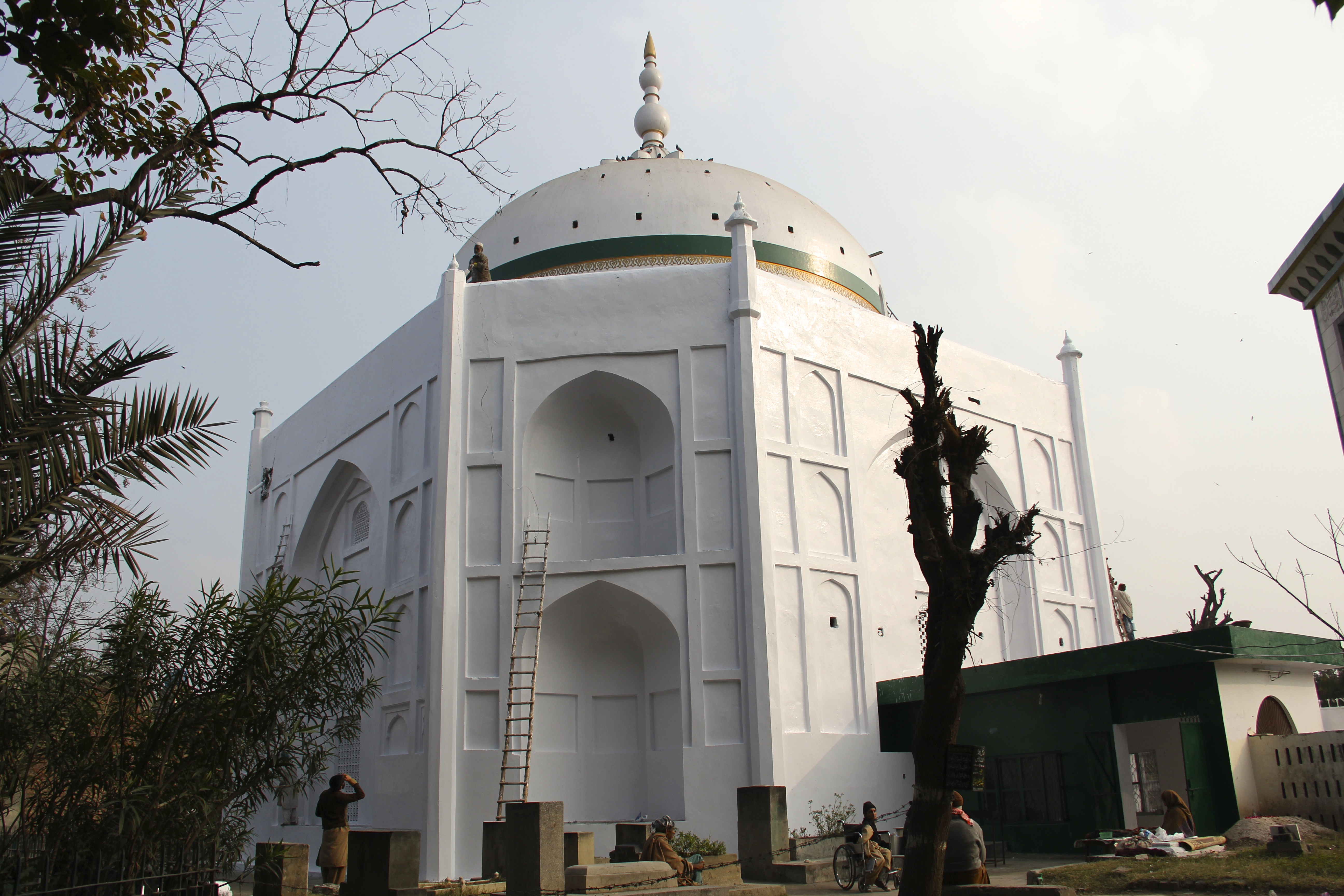
ضريح الأمير

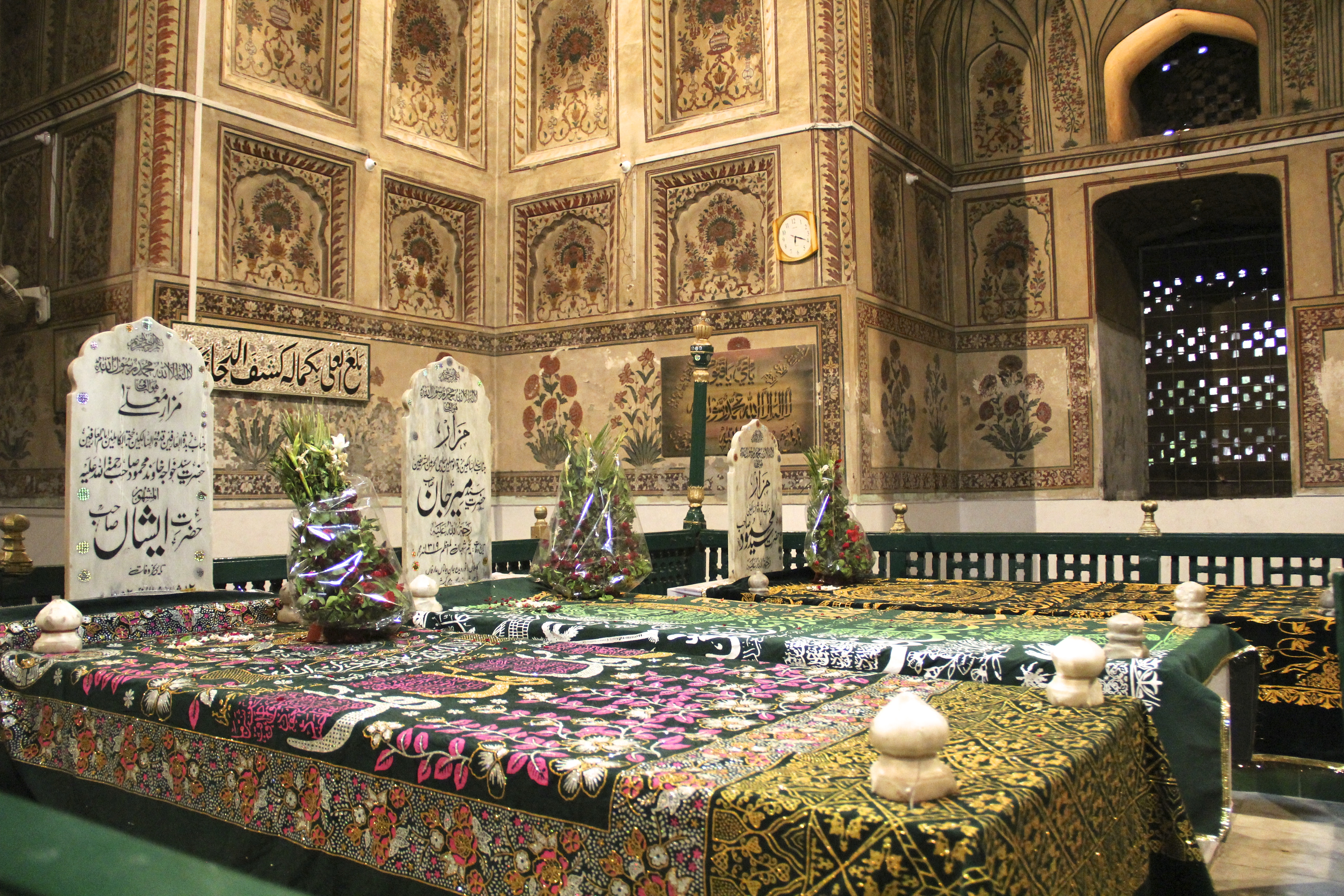
قبر الأمير في لاهور على اليمين بجانب أخيه الأكبر وسلفه الأول حضرة إيشان

### نشيد الإسلام السني النقشبندي النشيد المعدل
النشيد المعدل باللغة الفارسية، اللغة الأم لحضرة ايشان ونسله:
رو در صف دوستان ما باش ومترس - ادعم أصدقاءنا ولا تخف
خاک راه آستان ما باش ومترس - كن غبارًا في طريق ميراثنا ولا تخافوا.
گر جمله جهان قصد اوجود تو کند - حتى عندما يكون العالم كله ضدك
دل فارغ دار از آن ما باش ومترس - هل لديك قلب نقي وابق معنا ولا تخاف
ما در کشانتان هستیم در کوه ودره - في جميع أنحاء مكان الإقامة، نبقيك في الجبال والوديان
انجا که شیر وپلنگ وهشدار گذرد - حيث تقترب الأسود والنمور والضباع
پیران قوی دارم ومردان سره - لدي بجانبي قديسين أقوياء ولامعين
هر کس که به ما کج نگرد جان نبره - من ينظر إلينا لن يكون له حياة
رو در صف دوستان ما باش ومترس - ادعم أصدقاءنا ولا تخف
خاک راه آستا ما باش ومترس - كن غبار في طريق ميراثنا ولا تخافوا.

## تبجيل
كان السيد محمود آغا شخصًا منفتحًا، اجتذب أناسًا من ديانات مختلفة. نسب أعضاء الجماعات الدينية الرئيسية في لاهور سلطات وسمات إلهية إليه، مما مكنه في النهاية من تحويل أتباعه من غير المسلمين إلى الإسلام.

### إرث
توفي الأمير في لاهور عندما كان شابًا في العشرينات من عمره ودُفن على يسار القبر المستقبلي شقيقه السيد مير جان شاه صاحب. في ضريحه في بيجامبورا، لاهور. في وقت وفاته، كانت هناك مواجهة عنيفة بين أتباعه من مختلف الأديان، الذين نسبوا إليه قداسة دينهم. كان من بين أتباعه المسلمين من السنة والشيعة، في حين أن أتباعه الهندوس في لاهور نسبوا إليه رتبة تناسخ شخصية كريشنا. بالإضافة إلى ذلك، كان يعتبر معلمًا من قبل السيخ لاهور المعاصرين، على الرغم من أن السيد محمود أغا لم يكن هندوسيًا ولا سيخيًا، واحتفظ بقيمه كمسلم محافظ. في النهاية، توسط شقيقه الأكبر السيد مير جان وتهدأ من الحشد، وقرر دفنه بطريقة إسلامية في ضريح حضرة إيشان، وتحويل المصلين غير المسلمين بسلام وحماس إلى الإسلام. ويحتفل بذكرى وفاته بأدعية قصيرة تسمى الذكر. أتباعه يسمونه «نورون على نور» أو «بيان نور النبي محمد».

### الرابطة
وهو معروف بولائه لأخيه الأكبر وسيده سيد مير جان. هذا معترف به على نطاق واسع على أنه مفهوم الرابطة في الإسلام النقشبندي السني، وهو التفاني، باتباع سيد. السيد محمود آغا يؤخذ بشكل دوغمائي كمثال على «رابطة». من المفترض أنه يشبه محمد وعلي.

## المؤلفات
- تذكار خانواد حضرة إيشان، بقلم محمد ياسين قاصفاري نقشبندي، الناشر: إدارة طليمات النقشبندية، لاهور. (الكتاب الكنسي عن تاريخ عائلة حضرة ايشان)
- ديفيد ويليام دمرل: نعمة منسية: خواجة خواند محمود نقشبندي في آسيا الوسطى والهند المغولية. إد: جامعة ديوك. جامعة الميكروفيلم، دورهام، نورث كارولينا، الولايات المتحدة الأمريكية 1994.

## روابط خارجية
- www.sayyidraphaeldakik.com (الموقع الرسمي للمكتب الخاص للخليفة العظيم للأمير سيد محمود آغا)
- www.hazrat-ishaan.com (الموقع الرسمي لمكتب القيادة النقشبندية العليا)
- www.imamalaskari.com (الموقع النقشبندي الرسمي للإمام الحسن العسكري)
- مواد تاريخ العائلة: صبح نور، 19 يناير 2019، 92NewsHD Program ؛ مسجل ونشر على موقع يوتيوب https://www.youtube.com/watch؟v=g1RvArLDLck